# Метлицкий, Николай Михайлович
Никола́й Миха́йлович Метли́цкий (бел. Мікала́й Міха́йлавіч (Міко́ла) Мятлі́цкі; 20 марта 1954, Бабчин, Гомельская область — 27 ноября 2021) — белорусский поэт, переводчик, публицист, журналист. Заслуженный деятель культуры Республики Беларусь (2019). Член Союза писателей СССР (1981).

## Биография
Родился в крестьянской семье. Отец — Михаил Метлицкий, мать — Валентина Синкевич.
В 1971 году окончил Бабчинскую среднюю школу. В 1977 году — филологический факультет Белорусского государственного университета имени В. И. Ленина. После первого курса брал академический отпуск из-за проблем со здоровьем, работал в редакции газеты «Ленінскі сцяг». Во время учёбы познакомился со своей будущей женой Иреной Бутович. После окончания БГУ работал корреспондентом еженедельника «Літаратура і мастацтва» (1977—1983), старшим редактором редакции критики, литературоведения и драматургии издательства «Мастацкая літаратура» (1983—2002).
В 2002—2014 годах — главный редактор старейшего белорусского литературного журнала «Полымя» (издательский дом «Звязда»). Является секретарём Союза писателей Беларуси.

## Творчество
Писать стихи начал в четвёртом классе. Дебютировал стихотворением (газета «Ленінскі сцяг»). Центральной темой творчества Н. Метлицкого стала чернобыльская трагедия, которая непосредственно затронула родные места поэта — деревню Бабчин Хойникского района.
Перевёл на белорусский язык ряд текстов поэтов Китая («Пад крыламі дракона. Сто паэтаў Кітая»), Индии, Таджикистана, Казахстана (Абай Кунанбаев).
Поэзия Н. Метлицкого переводилась на русский, болгарский, сербский, таджикский языки.

### Поэтические сборники
- бел. «Абеліск у жыце» («Обелиск во ржи») (1980)
- бел. «Мой дзень зямны» («Мой день земной») (1985)
- бел. «Ружа вятроў» («Роза ветров») (1987)
- бел. «Горкі вырай» («Горький юг») (1988)
- бел. «Шлях чалавечы» («Путь человеческий») (1989)
- бел. «Палескі смутак» («Полесская печаль») (1991)
- бел. «Блаславенне» («Благословение») (1991)
- бел. «Чаканне сонца» («Ожидание солнца») (1994)
- бел. «Бабчын. Кніга жыцця» («Бабчин. Книга жизни») (1996)
- бел. «Хойніцкі сшытак» («Хойникская тетрадь») (1999)
- бел. «Жыцця глыбінныя віры : Вершы і балады») («Жизни глубинные омуты : Стихотворения и баллады») (2001)
- бел. «Замкнёны дом» («Закрытый дом») (2005)
- бел. «Цяпло буслінага крыла : палескія вершы») («Тепло аистова крыла : полесские стихотворения») (2010)
- бел. «На беразе маім : кніга паэзіі») («На берегу моём : книга поэзии») (2010)
- бел. «Чалавек падымае неба : вершы і паэмы») («Человек поднимает небо : стихотворения и поэмы») (2012)

### Книга для детей
- бел. «Няправільныя санкі : вершы» («Неправильные санки : стихотворения») (1991)

### Книга переводов
- бел. «Лучнасць : пераклады Міколы Мятліцкага : з паэзіі народаў свету» («Единство : переводы Николая Метлицкого : с поэзии народов мира») (2011)

### В переводе на русский язык
- Метлицкий, М. Бабчин : Книга жизни / М. Метлицкий. — Пер. с бел. А. Стригалева, М. Стригалева; худож. Л. И. Мележ. — Мінск : Мастацкая літаратура, 1997. — 334 с.

## Награды и звания
- Заслуженный деятель культуры Республики Беларусь (2019)[5]
- Государственная премия Республики Беларусь имени Янки Купалы (1998) за книгу «Бабчын»
- Премия Ленинского комсомола Белорусской ССР (1986) за поэтический сборник «Мой дзень зямны»
- Специальная премия Президента Республики Беларусь деятелям культуры и искусства (за перевод на белорусский язык книги «Пад крыламі Дракона. Сто паэтаў Кітая», 2014)[6]
- Литературная премия имени Василя Витки за вклад в развитие детской литературы

## Память
- 1 июля 2025 года на здании редакции газеты «Гомельская праўда» (Гомель, ул. Полесская, 17а) торжественно открыта памятная доска в честь писателей, поэтов и журналистов, творческая судьба которых связана с данным изданием: Иван Шамякин, Роман Соболенко, Павлюк Трус, Анатолий Гречаников, Павел Пронузо, Михась Даниленко, Александр Капустин, Микола Метлицкий[7][8].